# Halopteris liechtensternii
Halopteris liechtensternii är en nässeldjursart som först beskrevs av Marktanner-Turneretscher 1890.  Halopteris liechtensternii ingår i släktet Halopteris och familjen Halopterididae. Inga underarter finns listade i Catalogue of Life.